# Mathias Ranégie
Mathias Ranégie (* 14. Juni 1984 in Göteborg) ist ein ehemaliger schwedischer Fußballspieler. Der Stürmer, der 2007 mit dem IFK Göteborg den Lennart-Johansson-Pokal für den schwedischen Meistertitel holte, debütierte 2010 in der schwedischen Nationalmannschaft. Ein Jahr später gewann er den Titel des Torschützenkönigs in der Allsvenskan.

## Werdegang
Ranégie begann mit dem Fußballspielen bei Masthuggets BK. Als 14-Jähriger wechselte der Stürmer nach Frankreich zu Levallois SC. Nach seiner Rückkehr nach Schweden ging er zunächst zu Majornas IK, ehe er sich 2006 Lärje-Angereds IF in der viertklassigen Division 2 anschloss. In einer Spielzeit erzielte er in 19 Spielen 25 Tore; am Ende der Saison wurde er für zwei Jahre von IFK Göteborg verpflichtet. In seiner ersten Spielzeit in der Allsvenskan kam er ausschließlich als Einwechselspieler zum Einsatz und wurde am Jahresende mit der Mannschaft schwedischer Meister. In der folgenden Saison musste er zunächst wegen Verletzungen pausieren.
Im Sommer 2008 lieh ihn der niederländische Klub Go Ahead Eagles Deventer aus der Eerste Divisie, der zweithöchsten Spielklasse des Landes, bis Saisonende aus. Es wurde zudem eine Kaufoption vereinbart. Nachdem sich der Stürmer jedoch schwer am Knie verletzt hatte, sah der Klub von einer Weiterverpflichtung ab und kündigte den Leihvertrag.
Ranégie kehrte nach Schweden zurück. Dort unterschrieb er im Januar 2009 einen Vertrag beim BK Häcken, der in die Allsvenskan aufgestiegen war. Für seinen neuen Verein debütierte er am Auftaktspieltag der Spielzeit 2009 bei der 0:1-Niederlage gegen Malmö FF. Im Saisonverlauf etablierte er sich als Stammspieler und trug mit sechs Saisontoren zum Erreichen des fünften Tabellenplatzes bei. Nationaltrainer Erik Hamrén berief ihn für die Auftaktländerspiele im Jahr 2010 in die schwedische Nationalmannschaft. Als Einwechselspieler für Daniel Larsson debütierte er am 20. Januar beim 1:0-Erfolg über die omanische Nationalmannschaft. Bei seinem Startelfdebüt drei Tage später gegen Syrien erzielte er kurz vor Schluss mit dem Treffer zum 1:1-Endstand sein erstes Länderspieltor. In der anschließenden Spielzeit platzierte er sich mit zwölf Saisontoren unter den drei besten Torschützen der Spielzeit 2010.
Bis zur Sommertransferperiode lieferte sich Ranégie insbesondere mit Ibrahim Teteh Bangura und Tobias Hysén einen Dreikampf in der Torschützenliste der Spielzeit 2011. Nachdem Bangura Anfang August in die Türkei gewechselt war, übernahm Ranégie die alleinige Führung in der Torschützenliste. Kurz vor Ende der Transferperiode wechselte er innerhalb der Allsvenskan zum damaligen Meister Malmö FF, bei dem sich der Spieler Einsätze im Europapokal erhoffte. Mit drei Toren für seinen neuen Klub bis zum Saisonende im Oktober baute er seine Führung in der Torschützenliste aus, während er mit dem Klub bis auf den vierten Tabellenrang vorrückte. Mit 21 Saisontoren verwies er mit fünf Toren Vorsprung Hysén auf den zweiten Platz unter den besten Torschützen der Meisterschaft. Nach Saisonende wurde er von Nationaltrainer Hamrén für eine Januartour berufen. Aus persönlichen Gründen sagte er jedoch die Teilnahme ab.
In der anschließenden Spielzeit 2012 war Ranégie vereinsintern bester Torschütze; Malmö FF hielt sich im Rennen um die vorderen Plätze. Nachdem Nationaltrainer Hamrén trotz der Ausfälle von Johan Elmander, John Guidetti, Markus Rosenberg und Alexander Gerndt für das erste Länderspiel nach der Europameisterschaft 2012 weiterhin auf ihn verzichtet hatte, verhöhnte ihn der Spieler via Twitter, in dem er einen Videoclip mit dessen mangelnden Englischkenntnissen bei einer Pressekonferenz verbreitete.
Am letzten Tag der Sommertransferperiode am 31. August 2012 wechselte Ranégie zum italienischen Klub Udinese Calcio in die Serie A, bei dem er einen Fünfjahresvertrag unterzeichnete. Wenige Tage später verdrängte er den ebenfalls neu verpflichteten Maicosuel aus dem Kader für die Europa League 2012/13, nachdem dieser in der Play-off-Runde zur Champions League 2012/13 bei der Niederlage gegen Sporting Braga im Elfmeterschießen den entscheidenden Strafstoß verschossen hatte. Zudem versuchte er sich wieder für die Nationalmannschaft ins Gespräch zu bringen, da er durch den Wechsel seinen Stellenwert erhöht sah.
Da Ranégie sich bei Udinese Calcio etabliert hatte, berief ihn Hamrén Anfang Oktober 2012 in den Kader für die Spiele im Rahmen der Qualifikation zur Weltmeisterschaft 2014 gegen die Färöer und Deutschland. Nach über zwei Jahren absolvierte er beim 2:1-Sieg gegen die Färöer am 12. Oktober 2012 sein Comeback im Nationaltrikot. Während er in der Spielzeit 2021/13 mit 20 Ligaspielen noch häufiger in der Serie A auflief und sich parallel im Kader der Nationalmannschaft hielt, setzte ihn Trainer Francesco Guidolin in der folgenden Spielzeit nur noch sporadisch ein.
Anfang Januar 2014 nahm der englische Zweitligist FC Watford Ranégie und seinen bisherigen Teamkameraden Alexander Merkel unter Vertrag. Im August 2014 wurde er bis November 2014 den Millwall F.C., im Februar 2015 er an den chinesischen Verein Dalian Aerbin verliehen. Im Februar 2016 wiederum wurde er an den schwedischen Klub Djurgårdens IF verliehen. Dort war er im Verlauf der Allsvenskan-Spielzeit 2016 über weite Strecken der Spielzeit Stammspieler und erzielte in 25 Ligapartien sechs Tore, nach Ablauf der Leihfrist im November kehrte er jedoch dem Tabellenneunten den Rücken und kehrte nach England zurück. Dort blieb er jedoch ohne weiteren Einsatz.
Nach Auslaufen seines Vertrags in England war Ranégie ohne Verein, ehe er bis zum Ende des Jahres zu seinem ehemaligen Klub BK Häcken zurückkehrte, der zudem mit Mervan Çelik einen weiteren schwedischen Auslandsprofi verpflichtete. Bis zum Saisonende bestritt er zehn Partien für den Göteborger Klub in der höchsten Spielklasse des Landes. Nach dem Jahreswechsel war er erneut vereinslos, ehe er sich Mitte März 2018 dem Drittligisten Syrianska FC anschloss. Dort beendete er zum Ende des Jahres 2019 seine Spielerkarriere.